# Червона тінь
«Червона тінь» (яп. 赤 影, Акакаге) — японський пригодницький бойовик — комедія знятий Хіроюкі Накано. Вийшов на Дисплей 11 серпня 2001 року. Фільм є ремейком аніме-серіалу про ніндзя «Kamen no Ninja Aka Kage» (яп. 仮面の忍者 赤影, «Червона Тінь - ніндзя в масці »), який транслювався на японському телебаченні в 60-х і 80-х роках. Перша телетрансляція з 5 квітня 1967 року по 27 березня 1968 на каналах KTV і Fuji Television, 52 серії; другий телетрансляція з 13 жовтня 1987 по 22 березня 1988 на каналі Nippon Television, 23 серії.
У головній ролі Масанобу Андо. На другорядну роль Рюносуке запрошений відомий японський музикант Томоясу Хотей. Цікавий факт — одну з другорядних ролей, роль Ольги, зіграла російська гімнастка Аліна Кабаєва.

## Зміст
Японія, 1545. У Японії — час смути і усобиць, Період Сенгоку — «Епоха воюючих провінцій», незадовго до об'єднання Японії під сильним початком династії Токугава. Червона тінь (Акакаге), Асука і Блакитна тінь (Аокаге) — троє дітей, які були виховані майстром ніндзя по імені Біла тінь (Сірокаге), виростають і стають справжніми війнами ніндзя. Вони служать у свого господаря пана Того Хіденобу і готові виконати будь-яке завдання. З дитинства їх навчали, що воїнів тіні не повинна мучити совість і терзати сумніви. Вони — безсловесне знаряддя в руках хазяїна, сліпо виконує його волю. Під час виконання одного із завдань Асука убита і два друга, перш закохані в неї, вирішують йти кожен своїм шляхом. Всупереч древньому статутом Червона Тінь вирішує порушити правила і вчинити по-своєму. Стародавній закон ніндзя свідчить, що воїн-ніндзя повинен неухильно слідувати волі свого господаря і ніяк не проявляти свої бажання. Незважаючи на те, що двоє ніндзя йдуть тепер різними шляхами, надалі вони знову зустрічаються, щоб помститися за свою подругу.

## Ролі
| Актор            | Роль                   |
| ---------------- | ---------------------- |
| Масанобу Андо    | Червона тінь (Акакаге) |
| Куміко Асо       | Асука                  |
| Дзюн Муракамі    | Блакитна тінь (Аокаге) |
| Мегумі Окина     | Принцеса Кото          |
| Наото Такенака   | Біла тінь (Сірокаге)   |
| Таканори Дзіннай | Такеноуті              |
| Масахико Цугава  | Того Хіденобу          |
| Томоясу Хотей    | Рюносуке               |
| Аліна Кабаєва    | Ольга                  |

## Знімальна група
- Режисер — Хіроюкі Накано
- Сценарист — Хіросі Сайто, Масатоси Кімура, Міцутеру Йокояма
- Продюсер — Дарен Н. Афшар, Сігеюкі Ендо